# Sachiiro no One Room
Sachiiro no One Room (幸色のワンルーム?), conocida en español como Una habitación del color de la felicidad, es una serie de manga japonesa escrita por Hakuri. El manga fue publicado por primera vez por Square Enix y Pixiv en la revista de manga web Gangan Pixiv desde el 22 de febrero de 2017, alcanzando más de 75 millones de lectores hasta junio de 2017. Una adaptación a drama de televisión protagonizada por Anna Yamada y Shūhei Uesugi se estrenó en TV Asahi el 8 de julio de 2018.

## Sinopsis
Una niña sin nombre de 14 años que es abusada físicamente por sus padres, abusada sexualmente por su maestro y acosada por sus compañeros decide suicidarse, pero es detenida por un hombre sin nombre que siempre usa una máscara. Ella decide huir para vivir con el hombre y comienza a llamarlo "Señor". El le da a ella el nombre de Sachi, que significa felicidad. La policía trata su desaparición como un secuestro y comienza a buscar a los dos. Hacen un pacto de que si pueden escapar de la policía se casarán, pero si los atrapan acabarán con su vida.

## Personajes
Mister (お兄さん Onii-san?)
Interpretado por: Shuhei Uesugi
Este personaje cuyo nombre y edad se desconocen es un hombre que siempre se cubre el rostro con una máscara, y se destaca por su cabello color plateado. Aparece por primera vez como el "acosador" de Sachi: le tomó muchas fotos y las puso en la pared de su casa. Después de salvar a Sachi de suicidarse, decidió darle a Sachi la oportunidad de "saborear la felicidad" mientras dudaba de si lo que él hacía, secuestrarla, era lo correcto. Él revela en el capítulo 43 que una vez se llamó Haru.
Sachi (幸?)
Interpretado por: Inori Minase (TVCM), Anna Yamada (serie de televisión)
Sachi es una víctima de 14 años de sus padres abusivos y fue intimidada por sus amigos en la escuela. Harta de su propia vida, decide poner fin a su propia vida antes de que el "hermano mayor" le salve la vida. Su nombre actual viene dado por el "Señor", y el kanji de su nombre proviene de la palabra "felicidad", que Sachi siempre adoraba.

## Contenido de la obra

### Manga
A enero de 2023 se han publicado 11 volúmenes de recopilación.

### Drama de televisión
Una adaptación a drama de imagen real comenzó a transmitirse el 8 de julio de 2018 en TV Asahi. El drama fue protagonizado por Anna Yamada y Shuhei Uesugi como Sachi y "Hermano mayor", respectivamente. Es el segundo programa que se transmite en el bloque "Drama L" de TV Asahi. La banda Flow interpreta el tema principal titulado "Neiro" (音色?)